# Gilles Gironella
Pas d'image ? Cliquez ici

a Compétitions nationales et continentales officielles uniquement.

b Matchs officiels uniquement.
Dernière mise à jour le 25 janvier 2025.
Gilles Gironella, né le 1er septembre 1978 à Perpignan, est un joueur de rugby à XIII et de rugby à XV français évoluant au poste d'ailier dans les années 1990 et 2000.

## Biographie
Gilles Gironella joue dans un premier temps au rugby à XIII avec le club de Perpignan du XIII Catalan. Dans une deuxième temps, il poursuit sa carrière sportive en rugby à XV en jouant pour le RC Toulon, le RC Narbonne et le SU Agen.
Il connaît deux sélections avec l'équipe de France de rugby à XIII en 1998.

## Palmarès

### Détails en sélection
| Matchs internationaux de Gilles Gironella | Matchs internationaux de Gilles Gironella | Matchs internationaux de Gilles Gironella | Matchs internationaux de Gilles Gironella | Matchs internationaux de Gilles Gironella | Matchs internationaux de Gilles Gironella | Matchs internationaux de Gilles Gironella | Matchs internationaux de Gilles Gironella | Matchs internationaux de Gilles Gironella | Matchs internationaux de Gilles Gironella | Matchs internationaux de Gilles Gironella | Matchs internationaux de Gilles Gironella |
|                                           | Date                                      | Adversaire                                | Résultat                                  | Compétition                               | Poste                                     | Points                                    | Essais                                    | Pen.                                      | Drops                                     |                                           |                                           |
| ----------------------------------------- | ----------------------------------------- | ----------------------------------------- | ----------------------------------------- | ----------------------------------------- | ----------------------------------------- | ----------------------------------------- | ----------------------------------------- | ----------------------------------------- | ----------------------------------------- | ----------------------------------------- | ----------------------------------------- |
| sous les couleurs de la France            |                                           |                                           |                                           |                                           |                                           |                                           |                                           |                                           |                                           |                                           |                                           |
| 1.                                        | 4 novembre 1998                           | Irlande                                   | 24-22                                     | Test-match                                | Ailier                                    | -                                         | -                                         | -                                         | -                                         |                                           |                                           |
| 2.                                        | 11 novembre 1998                          | Écosse                                    | 26-22                                     | Test-match                                | Ailier                                    | -                                         | -                                         | -                                         | -                                         |                                           |                                           |